# El Coecillo
El Coecillo är en ort i Mexiko.   Den ligger i kommunen Irapuato och delstaten Guanajuato, i den centrala delen av landet, 270 km nordväst om huvudstaden Mexico City. El Coecillo ligger 1 718 meter över havet och antalet invånare är 458.
Terrängen runt El Coecillo är platt åt sydost, men åt nordväst är den kuperad. Runt El Coecillo är det ganska tätbefolkat, med 199 invånare per kvadratkilometer. Närmaste större samhälle är Irapuato, 7,2 km nordost om El Coecillo. Trakten runt El Coecillo består till största delen av jordbruksmark.